# Groupe de Géorgie du Sud
Le groupe de Géorgie du Sud est, avec les îles Sandwich du Sud, une division géographique de la Géorgie du Sud-et-les îles Sandwich du Sud.
Il englobe l'île principale de la Géorgie du Sud, mais aussi l'île Annenkov, l'île Bird, les Clerke Rocks, l'île de Cooper, l'île Croissant, l'île Grass, l'île Invisible, les îles Pickersgill, les Shag Rocks, l'île Trinity, les îles Welcome et les îles Willis.
La souveraineté de l'archipel est revendiquée par l'Argentine au profit de la province de Terre de Feu, Antarctique et Îles de l'Atlantique Sud.

## Galerie

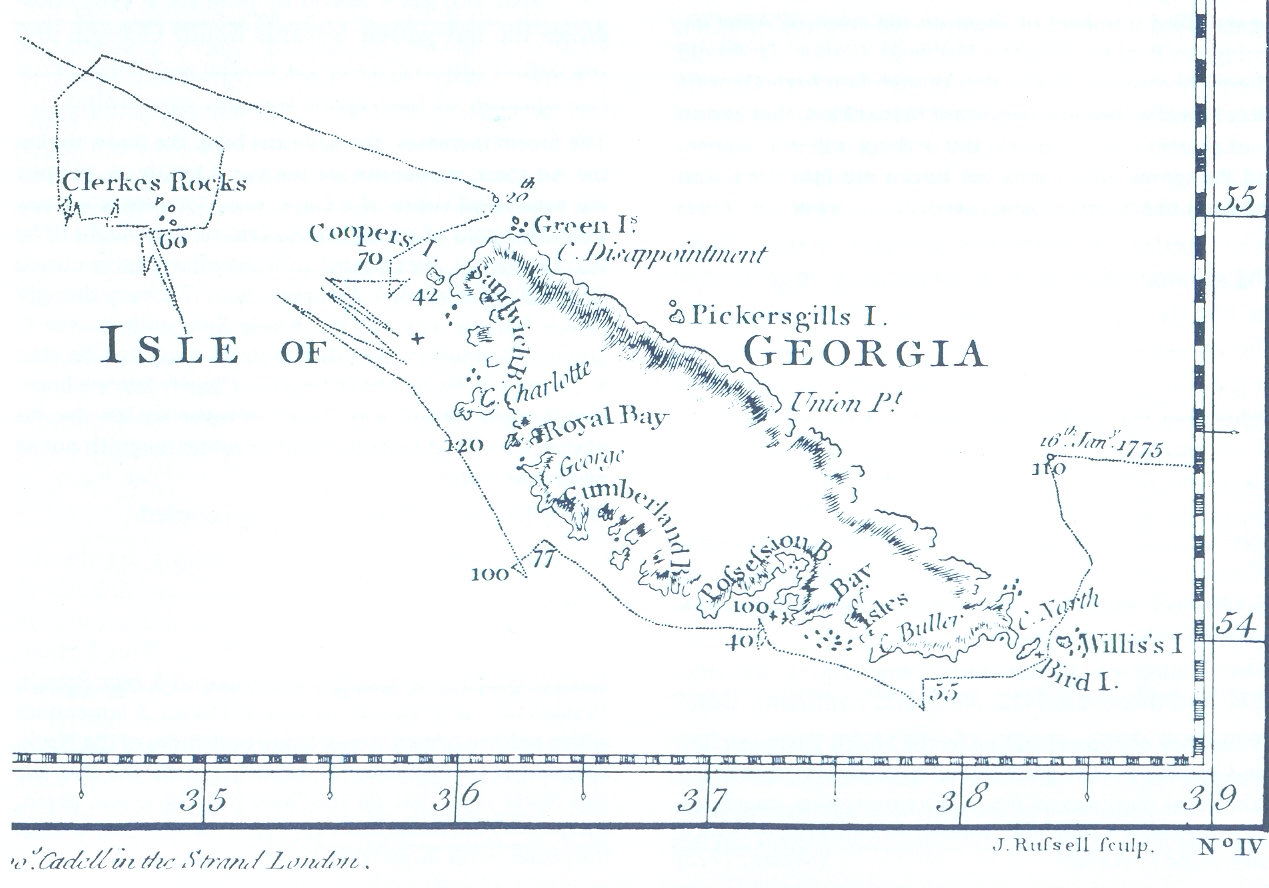
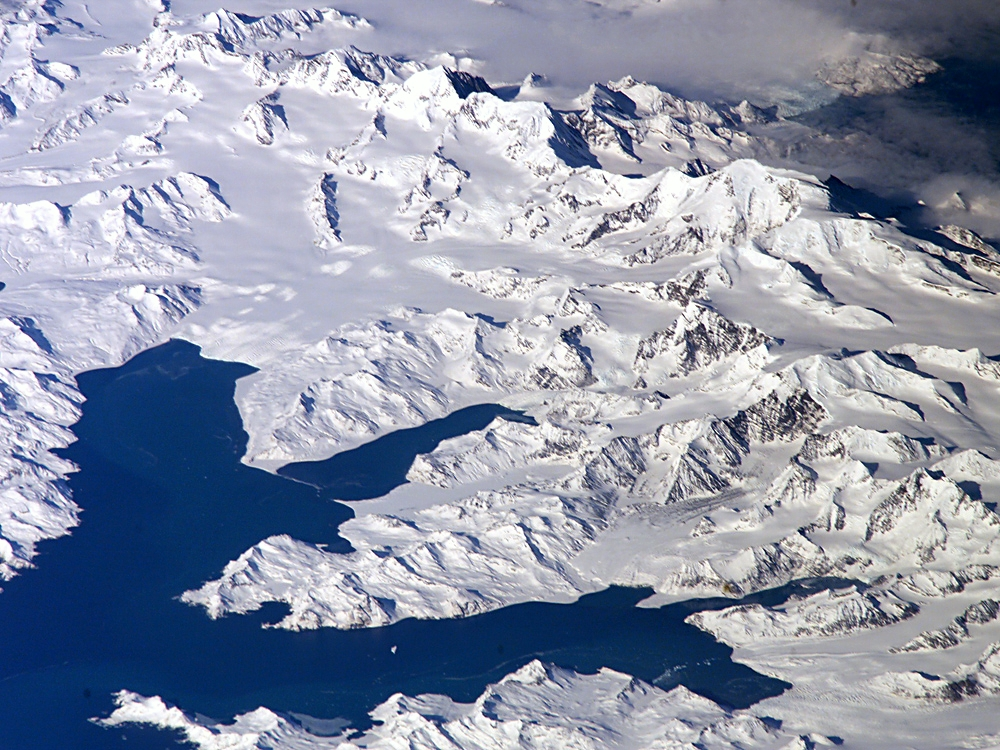
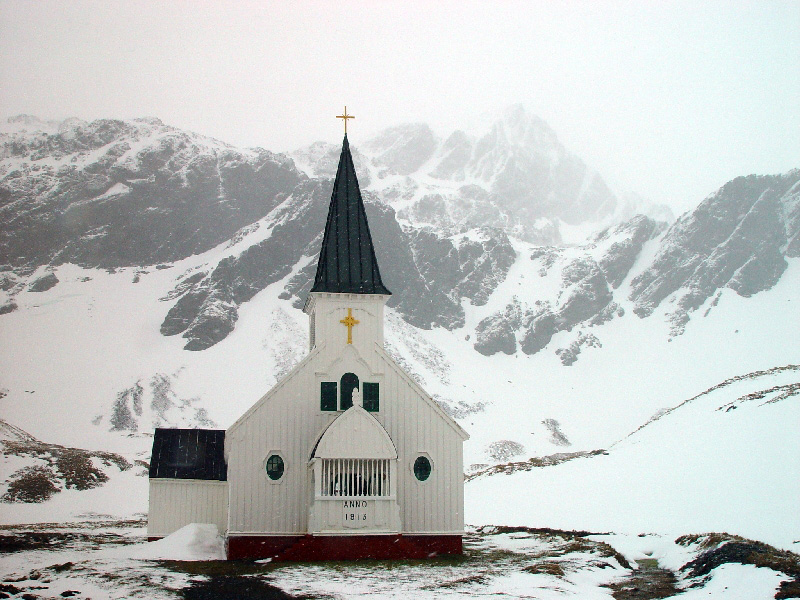